# Carlos Taberner
Carlos Taberner Segarra (8 de agosto de 1997) es un tenista profesional de España, nacido en la ciudad de Valencia, España.

## Carrera
Su mejor ranking individual es el 85, mientras que en dobles logró la posición 337.º el 18 de septiembre de 2017.
No ha logrado hasta el momento títulos de la categoría ATP, pero sí 6 Futures y otros 6 títulos de categoría Challenger.
Al 22 de noviembre de 2024 se encuentra en el puesto 195.º del Ranking ATP.

## Títulos ATP (0; 0+0)

### Individual (0)
| Leyenda                   |
| Grand Slam (0)            |
| ATP World Tour Finals (0) |
| ATP Masters 1000 (0)      |
| ATP World Tour 500 (0)    |
| ATP World Tour 250 (0)    |

#### Finalista (1)
| N.º | Fecha               | Torneo | Superficie    | Oponente en la final | Resultado |
| --- | ------------------- | ------ | ------------- | -------------------- | --------- |
| 1.  | 26 de julio de 2025 | Umag   | Tierra batida | Luciano Darderi      | 3-6, 3-6  |

## Challengers y Futures (11+6)
| Leyenda           |
| ----------------- |
| Challengers (8+1) |
| Futures (3+3)     |

### Individuales (11)
| N.º | Fecha      | Torneo               | Superficie    | Oponente                   | Resultado        |
| --- | ---------- | -------------------- | ------------- | -------------------------- | ---------------- |
| 1.  | 26.06.2016 | Rumanía F7           | Tierra batida | Mariano Kestelboim         | 6-1, 5-7, 6-4    |
| 2.  | 24.07.2016 | España F22           | Tierra batida | Jaume Munar                | 4-6, 7-5, 7-5    |
| 3.  | 27.11.2016 | Túnez F33            | Tierra batida | Goncalo Oliveira           | 6-4, 7-5         |
| 4.  | 20.09.2020 | Iasi                 | Tierra batida | Mathias Bourgue            | 6-4. 7-6         |
| 5.  | 7.02.2021  | Antalya 2            | Tierra batida | Jaume Munar                | 6-4, 6-1         |
| 6.  | 20.06.2021 | Aix-en-Provence      | Tierra batida | Manuel Guinard             | 6-2, 6-2         |
| 7.  | 24.10.2021 | Lošinj               | Tierra batida | Marco Cecchinato           | Walkover         |
| 8.  | 13.03.2022 | Roseto degli Abruzzi | Tierra batida | Nuno Borges                | 6-2, 6-3         |
| 9.  | 26.08.2023 | Augsburgo            | Tierra batida | Oriol Roca Batalla         | 6-4, 6-4         |
| 10. | 17.08.2024 | Todi                 | Tierra batida | Santiago Rodríguez Taverna | 6-4, 6-3         |
| 11. | 23.03.2025 | Murcia               | Tierra batida | Jesper de Jong             | 7-6(3), 4-6, 6-2 |
| 12. | 21.06.2025 | Sassuolo             | Tierra batida | Dušan Lajović              | 7-6(1), 6-2      |

#### Finalista en individuales (6)
| N.º | Fecha      | Torneo     | Superficie    | Oponente                | Resultado         |
| --- | ---------- | ---------- | ------------- | ----------------------- | ----------------- |
| 1.  | 14.02.2016 | España F3  | Tierra batida | Casper Ruud             | 6-2, 6-7(11), 0-6 |
| 2.  | 15.05.2016 | España F13 | Tierra batida | Albert Alcaraz Ivorra   | 2-6, 3-6          |
| 3.  | 29.05.2016 | Túnez F20  | Tierra batida | Christian Garín         | 3-6, 6-7(1)       |
| 4.  | 31.07.2016 | España F23 | Tierra batida | Pedro Martínez Portero  | 6-2, 1-6, 4-6     |
| 5.  | 30.10.2016 | España F35 | Tierra batida | Iván Gájov              | 2-6, 2-6          |
| 6.  | 09.07.2017 | España F20 | Tierra batida | Bernabé Zapata Miralles | 3-6, 6-3, 3-6     |

### Dobles (4)
| N.º | Fecha      | Torneo        | Superficie    | Compañero        | Oponentes                              | Resultado           |
| --- | ---------- | ------------- | ------------- | ---------------- | -------------------------------------- | ------------------- |
| 1.  | 23.07.2017 | San Benedetto | Tierra batida | Pol Toledo Bague | Flavio Cipolla Adrian Ungur            | 7-5, 6-4            |
| 2.  | 29.11.2015 | Turquía F47   | Tierra batida | Kento Yamada     | Romano Frantzen Alban Meuffels         | 6-2, 6-2            |
| 3.  | 24.07.2016 | España F22    | Tierra batida | Marc Giner       | Sergio Martos Gornes Adriá Mas Mascolo | 6-3, 6-1            |
| 4.  | 30.10.2016 | España F35    | Tierra batida | Iván Gájov       | Raul Brancaccio Javier Barranco Cosano | 7-6(2), 3-6, [10-7] |

#### Finalista en dobles (3)
| N.º | Fecha      | Torneo    | Superficie    | Compañero    | Oponentes                                 | Resultado |
| --- | ---------- | --------- | ------------- | ------------ | ----------------------------------------- | --------- |
| 1.  | 07.02.2016 | España F2 | Tierra batida | Kento Yamada | Tomislav Brkic Kamil Majchrzak            | 3-6, 4-6  |
| 2.  | 28.02.2016 | España F5 | Tierra batida | Kento Yamada | Vasile Antonescu Mircea-Alexandru Jecan   | 4-6, 1-6  |
| 3.  | 22.05.2016 | Túnez F19 | Tierra batida | Kento Yamada | Marcel Felder Cristóbal Saavedra-Corvalán | 3-6, 0-6  |